# Art Gallery of Alberta

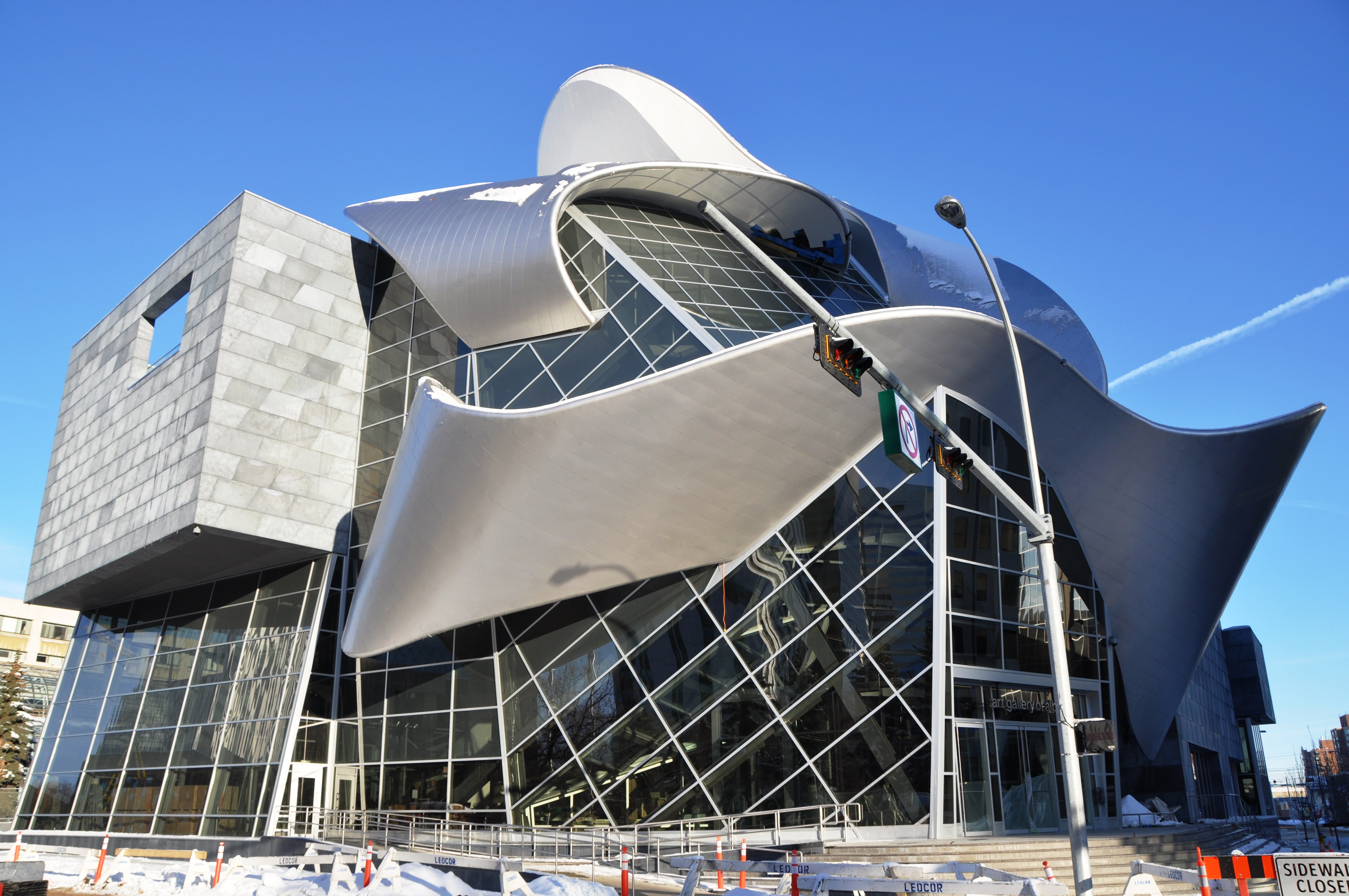
Die Art Gallery of Alberta

Die Art Gallery of Alberta (früher Edmonton Art Gallery; abgekürzt AGA) ist eine öffentliche Kunstgalerie in Edmonton, Alberta, in Kanada. Die Sammlung der Galerie umfasst über 6.000 historische und moderne Kunstwerke, darunter Werke der Malerei, der Skulptur, Installationen und Fotografien kanadischer und internationaler Künstler. Ergänzend zu der dauerhaften Sammlung präsentiert die Art Gallery Konzeptausstellungen und öffentliche Informationsveranstaltungen.
Ursprünglich war die Galerie in einem 1968 von Don Bittorf gebauten brutalistischen Gebäude untergebracht. Nach dem Abriss des Gebäudes wurde für 88 Millionen CAN$ ein neues, modernes Gebäude von Randall Stout entworfen und gebaut, das 2010 neu eröffnet wurde. In dem neuen Gebäude wurde die Ausstellungs- und Nutzungsfläche für ein Restaurant und ein Theater mit 150 Sitzplätzen auf 7.900 m2 verdoppelt. Als Reaktion auf die Neugestaltung der Art Gallery of Alberta kam es zu einem deutlichen Anstieg der Mitgliedschaften und innerhalb der ersten sechs Wochen besuchten 30.000 Besucher die Eröffnungsausstellung der Galerie. Der derzeitige Direktor der Galerie ist Gilles Hébert, als Kuratorin ist Catherine Crowston tätig.

## Geschichte
Die Art Gallery of Alberta wurde 1924 unter dem Namen „The Edmonton Museum of Arts“ gegründet. Die erste Ausstellung fand im gleichen Jahr im Palmensaal des Hotel MacDonald in Edmonton statt. In der Folge war das Museum an vier Orten in Edmonton beheimatet, neben dem Palmensaal des Hotels auch in der alten Edmonton Public Library, dem vierten Stock des Civic Block und dem Edmonton-Motors-Gebäude, bevor es 1952 in das historische Secord House zog. 1956 benannte sich das Museum in „The Edmonton Art Gallery“ um.

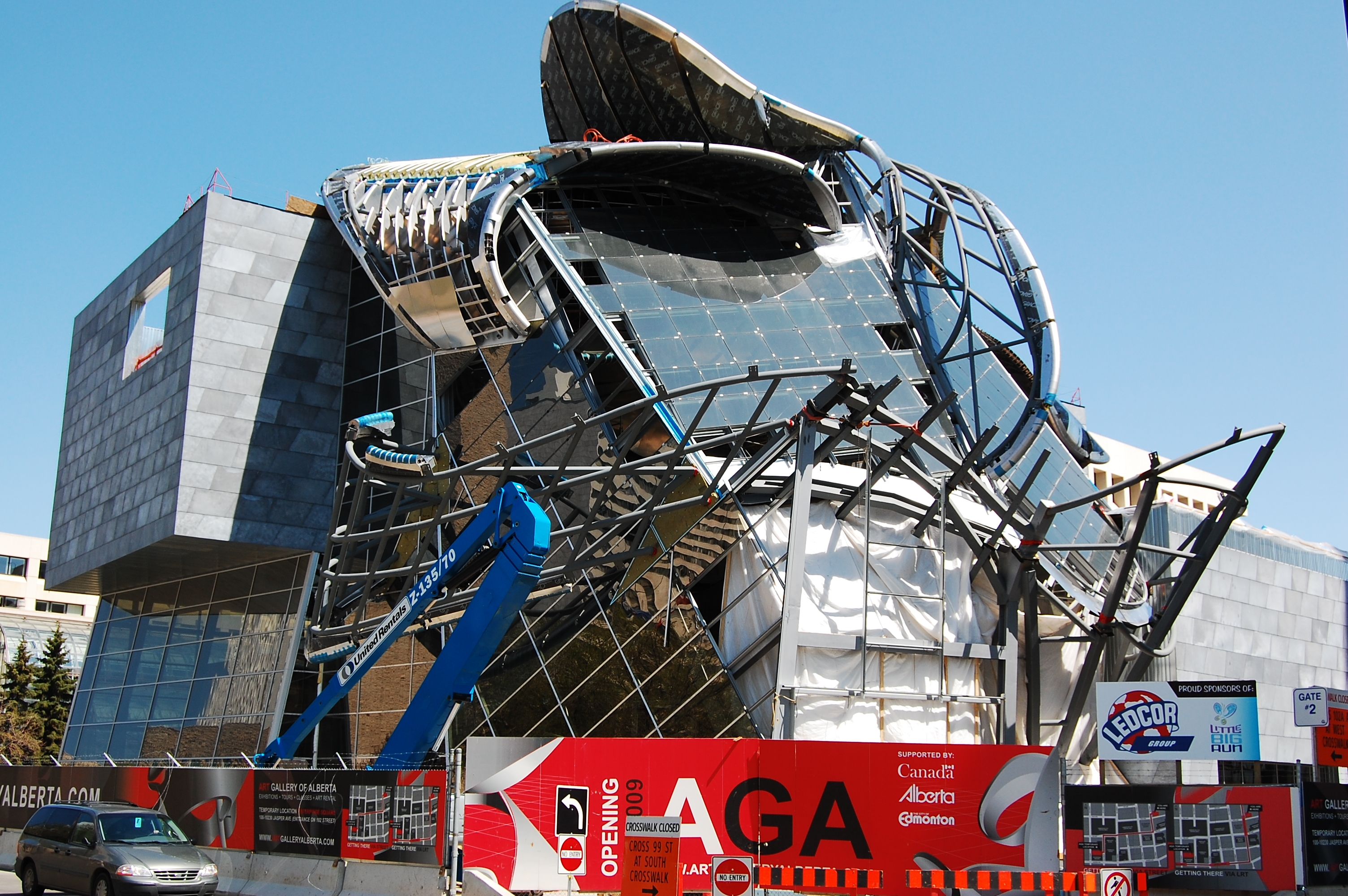
Umbauarbeiten an der Art Gallery of Alberta im Mai 2009

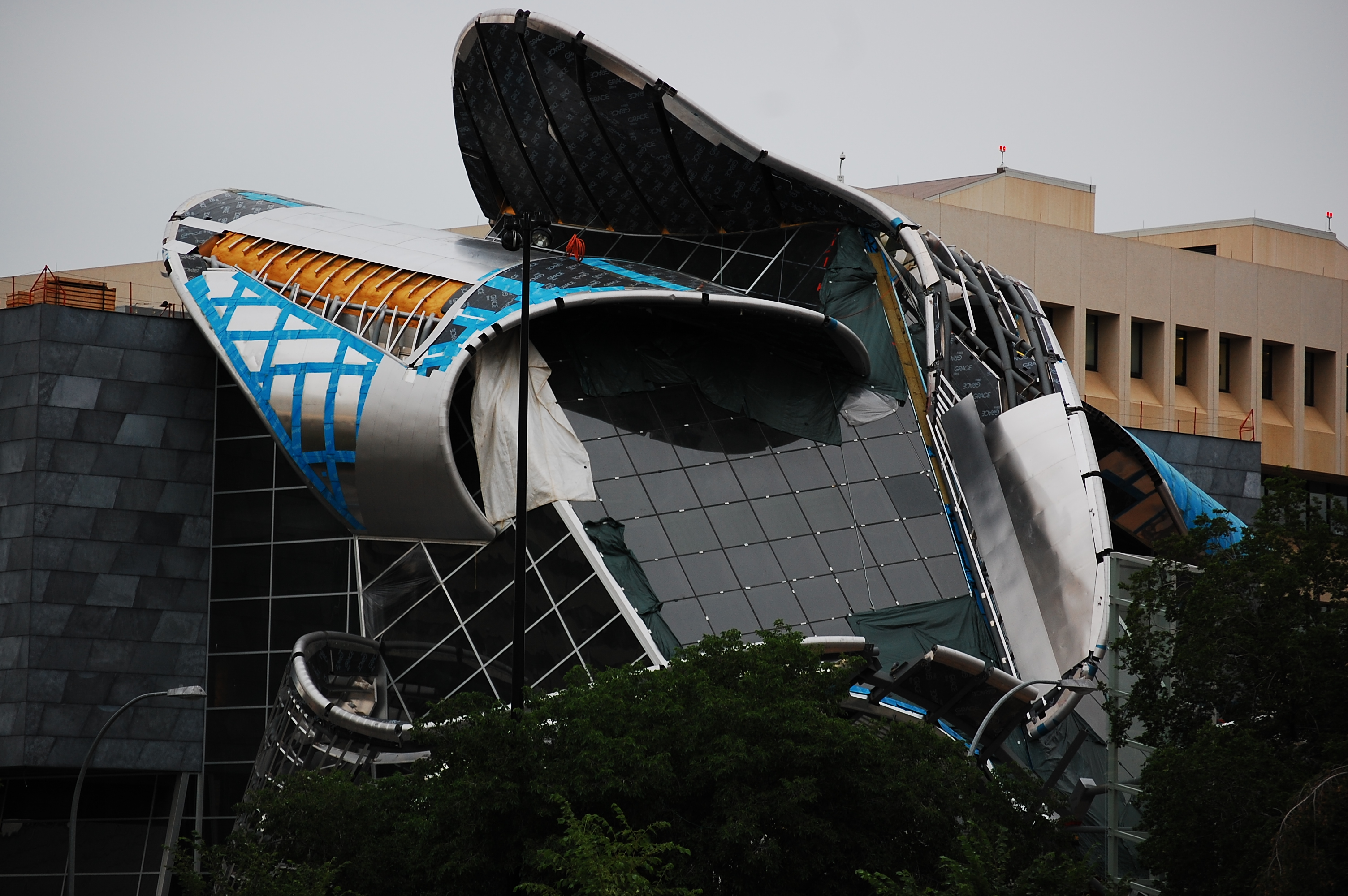
Umbauarbeiten an der Art Gallery of Alberta im Juni 2009

Bald war auch Secord Haus zu klein für die ständig wachsende Sammlung des Museums. 1961 suchte das Museum eine Möglichkeit, ein eigenes Gebäude zu bauen, dafür wurde ihm von der Stadt Edmonton ein 2.400 m2 großes Gelände am Sir Winston Churchill Square zur Verfügung gestellt. 1969 eröffnete das von Don Bittorf errichtete Gebäude als Arthur Blow Condell Memorial Building, umgangssprachlich unter dem Namen The Bittorf Building bekannt.
Durch das neue Gebäude konnte das Museum größere Ausstellungen mit höheren Ausstellungsstandards durchführen. In den frühen 1990er Jahren wurde das Design des brutalistischen Gebäudes allerdings als überholt betrachtet und sollte durch ein modernes Gebäude ersetzt werden. 2005 wurde ein Wettbewerb zur Neugestaltung ausgeschrieben, in dem der Entwurf des Architekten Randall Stout aus Los Angeles ausgewählt wurde. Die Galerie benannte sich in Art Gallery of Alberta um und ein Großteil des alten Bittorf-Gebäudes wurde für die Neuanlage eingerissen, signifikante Teile wurden allerdings in das Konzept übernommen. Örtliche Architekten und Ingenieurbüros unterstützten Randall Stouts Team aus Los Angeles und San Francisco.
Am 31. Januar und ersten Februar 2010 wurde die Galerie mit einer zweitägigen Eröffnungsfeier neu eröffnet. Als Eröffnungsausstellungen begannen an diesen Tagen die Ausstellungen Figures in Motion des französischen Impressionisten Edgar Degas mit 40 Bronzestatuen von Balletttänzerinnen und Pferden sowie zahlreichen Zeichnungen und Gemälden, The Disasters of War und Los Caprichos des Spaniers Francisco Goya sowie Image Maker mit Bildern des weltbekannten kanadischen Fotografen Yousuf Karsh. Zudem zeigte die Galerie die Bilderserie Building Art: Photographs of the Building of the AGA, 2008–2010 von Edward Burtynsky, der den Neubau der Art Gallery of Alberta fotografisch begleitete, sowie die Installationen Storm Room und The Murder of Crows von Janet Cardiff und George Bures Miller.

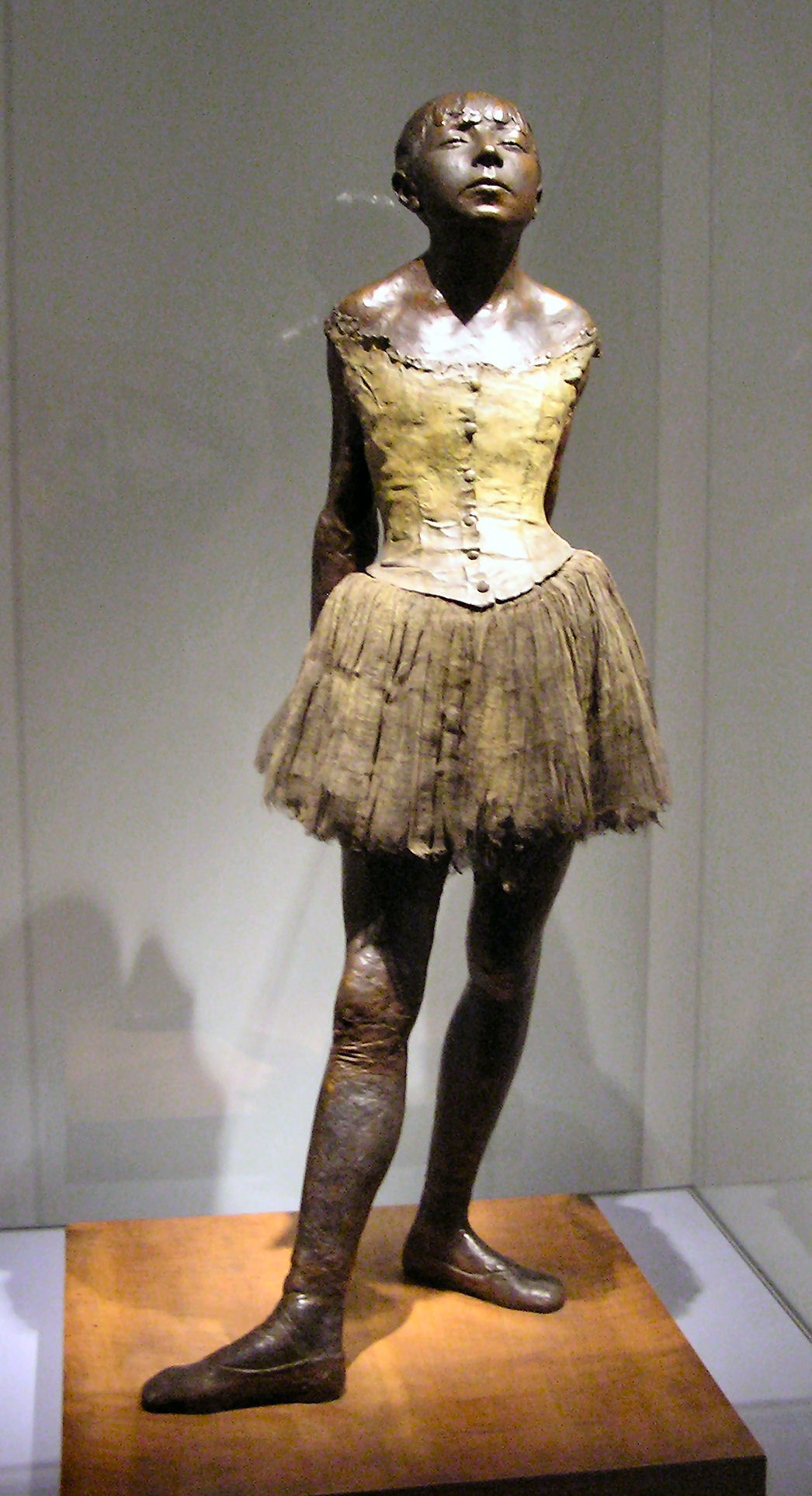
Edgar Degas: Kleine vierzehnjährige Tänzerin
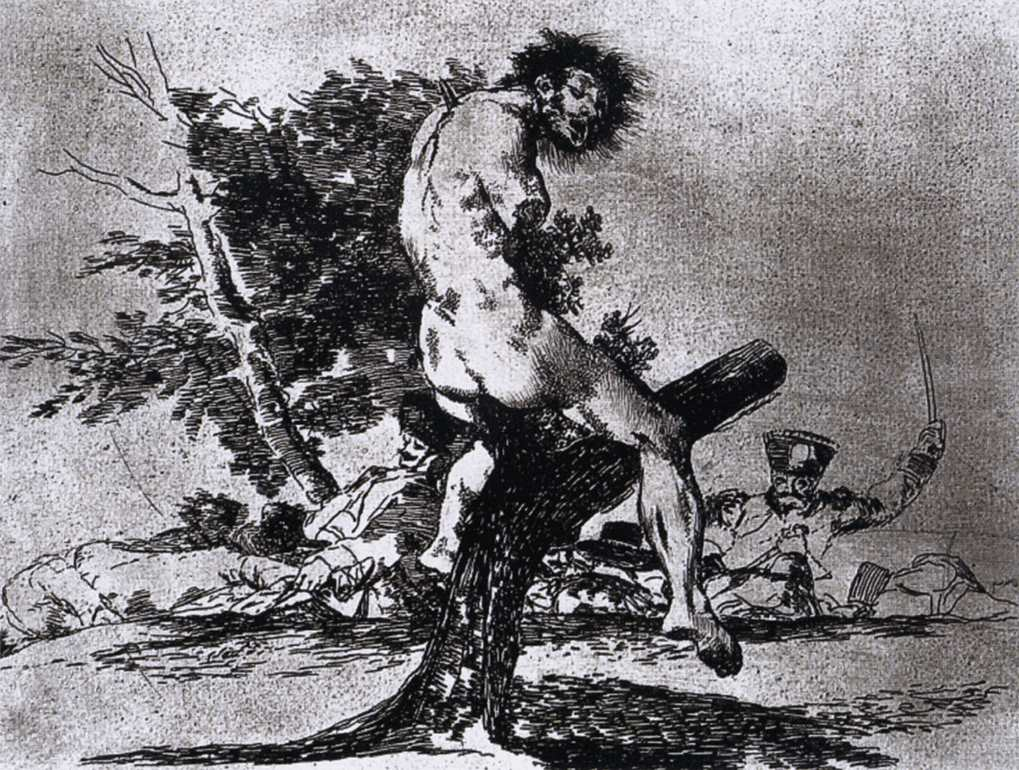
Francisco Goya: Desastres de la Guerra
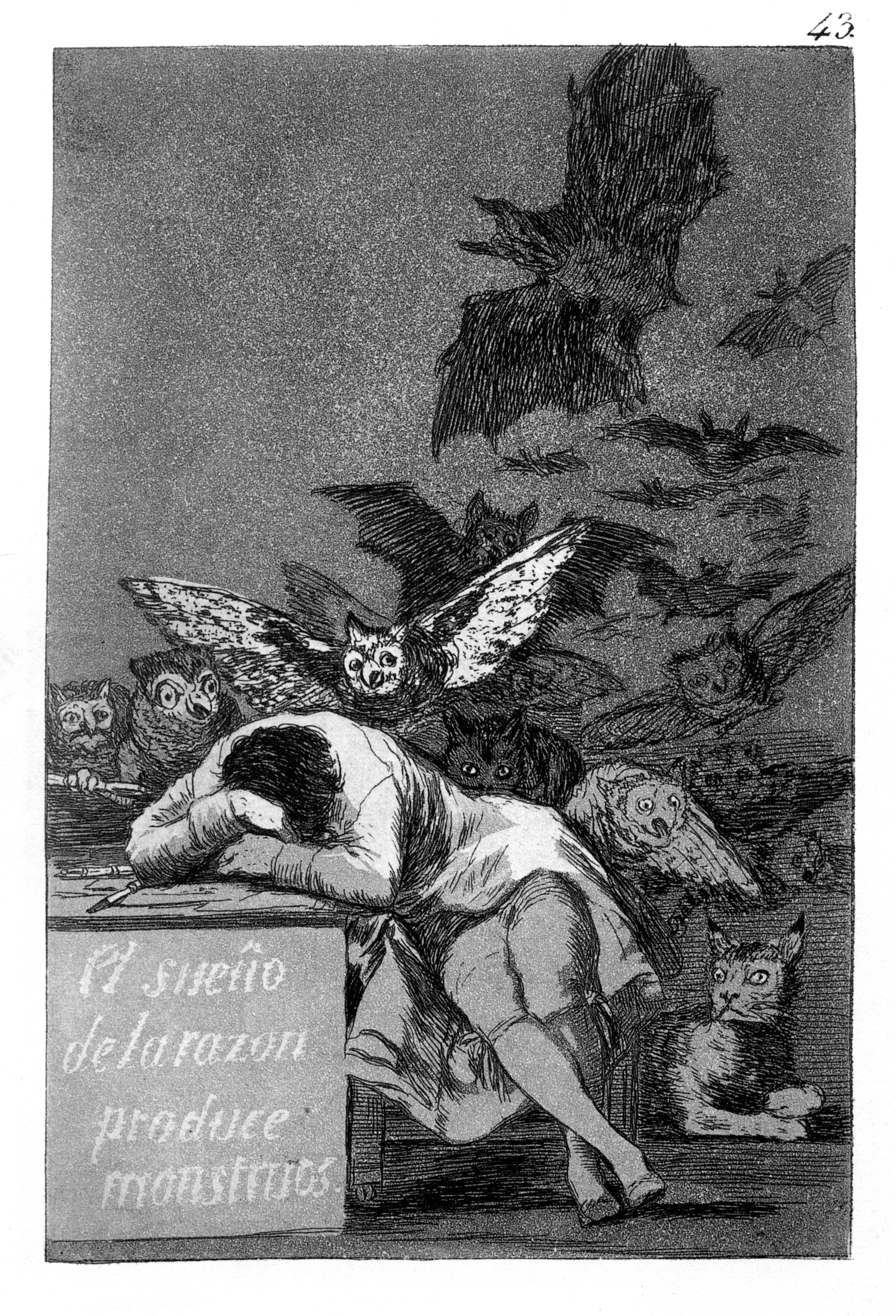
Francisco Goya: Der Schlaf der Vernunft gebiert Ungeheuer aus Los Caprichos

## Mitgliedschaften
Die Art Gallery of Alberta ist Mitglied der Canadian Museums Association, des Canadian Heritage Information Network und des Virtual Museum of Canada.